# Lazar Hrebeljanović
Lazar Hrebeljanović (en serbi: Стефан Лазар Хребељановић),ca. 1329 - 15 de juny de 1389, también conegut com el Tsar o Príncep Lazar (Цар Лазар), fou un noble governant serbi (Knez), a ser un governant serbi medieval que va crear l'estat més gran i poderós al territori del desintegrat Imperi Sèrbi. L'estat de Lazar, conegut pels historiadors com la Sèrbia del Moràvia, comprenia les conques dels rius Gran Morava, Morava Occidental i Moràva Meridional. Lazar va governar la Sèrbia de Moràvia des del 1373 fins a la seva mort el 1389. Va intentar ressuscitar l'Imperi Sèrbi i col·locar-se al seu capdavant, afirmant ser el successor directe de la dinastia Nemanjić, que es va extingir el 1371 després de governar Sèrbia durant dos segles. El programa de Lazar va comptar amb el suport total de l'Església Ortodoxa Sèrbia, però la noblesa sèrbia no el va reconèixer com el seu governant suprem. Sovint se'l coneix com el tsar Lazar Hrebeljanović (en serbi: Цар Лазар Хребељановић / Car Lazar Hrebeljanović); tanmateix, només ostentava el títol de príncep (en serbi: кнез / knez)
Lazar va lluitar i morir en la Batalla de Kosovo el juny de 1389 mentre dirigia un exèrcit cristià reunit per enfrontar-se a l'Imperi Otomà invasor liderat pel sultà Murat I. La batalla va acabar sense un vencedor clar, i ambdós bàndols van patir grans pèrdues. La vídua de Lazar, Milica, que va governar com a regent del seu fill adolescent Stefan Lazarević, successor de Lazar, va acceptar la sobirania otomana l'estiu de 1390.
Va ser enterrat al Monestir de Ravanica, que ell havia fundat. És una figura heròica de la història sèrbia, i un sant de l'Església Ortodoxa Sèrbia.
El príncep Lazar Hrebeljanović (en ciríl·lic serbi: Лазар Хребељановић; v.